# Adiós (Navarra)
Adiós è un comune spagnolo di 174 abitanti situato nella comunità autonoma della Navarra.